# Georges Bégué
Georges Bégué, né le 22 novembre 1911 et mort le 18 décembre 1993, est un ingénieur français qui, pendant la Seconde Guerre mondiale, est engagé comme agent secret du Special Operations Executive. À ce titre, il est le premier agent à être parachuté en France, dans la nuit du 5 au 6 mai 1941.

## Biographie

### Premières années
Le 22 novembre 1911, Georges Bégué naît à Périgueux, France. Vers 1930-1935, il part en Grande-Bretagne et reçoit une formation d'ingénieur à l'University College de Hull. Il y rencontre sa femme, qu'il épouse Rose Mary Carrick le 29 octobre 1938 à Paris. Il fait son service militaire dans les transmissions.

### Début de la guerre
À la déclaration de guerre en 1939, Bégué, caporal chef de réserve, est mobilisé et envoyé à l'état-major du secteur défensif d'Altkirch, en Alsace, à la section Génie-Transmissions car il est opérateur radio. En mars 1940, en raison de sa connaissance de l'anglais, il est affecté comme officier de liaison auprès de la 44e division britannique du BEF. Le 31 mai, lors de l'évacuation de Dunkerque, il s'échappe en Angleterre.
À Londres, il entend l'appel du 18 juin et se rend à Saint Stephen's House, le quartier général des Français libres.
« Il voit le général de Gaulle qui l’envoie à un colonel. Mais le colonel est absent et c’est un sous-officier en train de dresser des listes qui le reçoit. Sa désillusion est grande. Il reconnaît des adjudants qui se proclament capitaines, qui s’intitulent chefs de ceci ou de cela. Il retrouve des officiers de la liaison qui, la veille encore, l’adjuraient de renoncer à son projet : « De Gaulle est un dissident, disaient-ils. N’oubliez pas qu’un jour il sera désavoué, il ne cherche qu’à se donner de l’importance. Ne vous approchez pas de lui…
« Cette course à l’avancement, Bégué ne la supporte pas. Il veut de la compétence, de l’autorité, des moyens, tout ce qui a manqué pendant la campagne de France. À première vue, rien chez les hommes qui entourent le général ne lui permet d’espérer : ils ne sont pas à la hauteur du Chef.
« Bégué poursuit ses recherches. Il lui faut se décider : regagner la France, comme la plupart des soldats qui ont , avec lui, embarqué à Dunkerque ? Rejoindre les Français  libres ? il refait une tentative, mais son impression  n’est toujours pas bonne ; restent les Anglais. »
À la fin du mois de juillet 1940, il s'adresse, avec quelques-uns de ses camarades des missions de liaison, au ministère de la Guerre britannique. Ils sont reçus par un officier au Great Central Hotel, près de Marylebone et ils lui demandent à s'engager. Cela paraît possible, mais il faut attendre une nouvelle loi. Dans l'attente, on leur donne une chambre à l'hôtel, on leur sert une petite solde. Cela dure un peu plus d'une semaine. Le 13 août, Bégué est emmené dans un centre de recrutement et autorisé à signer un acte d'engagement. On l'envoie à Catterick Camp, près de Darlington, pour lui apprendre l'utilisation d'un… central téléphonique. Dépité, il envisage de demander une autre affectation, comme la RAF.
Au début du mois de janvier 1941, il est convoqué à Londres : deux officiers du SOE lui proposent d'être envoyé en mission en France. Il accepte. Il suit une période d'entraînement à la transmission radio, et au parachutisme.
Engagé au rang de capitaine (matricule : P/18572), il est affecté à la section F du SOE, sous le nom « George Robert Noble ». Son nom de guerre (SOE field name) est « Georges » (le prénom de « Georges » sera désormais utilisé pour désigner tous les opérateurs radio, avec un numéro ; lui-même, étant le premier, est surnommé « Georges I »). Son nom de code opérationnel est « BOMBPROOF ». Plus tard, il agira aussi sous de fausses identités : « Georges Robert Mercier », né le 1er novembre 1911 à Angers et « Gaston René Martin », né le 22 novembre 1911 à Armentières.

### Mission clandestine en France
Sa mission consiste à se rendre à Valençay et à y prendre contact avec le député Max Hymans pour s'assurer de sa coopération à la mise sur pied d'un réseau « action » ; accessoirement, il doit en tant qu'opérateur radio émettre depuis le sol ennemi en direction de Londres. Il emporte avec lui son émetteur dans une valise. Son pseudo est « Georges Noble ».

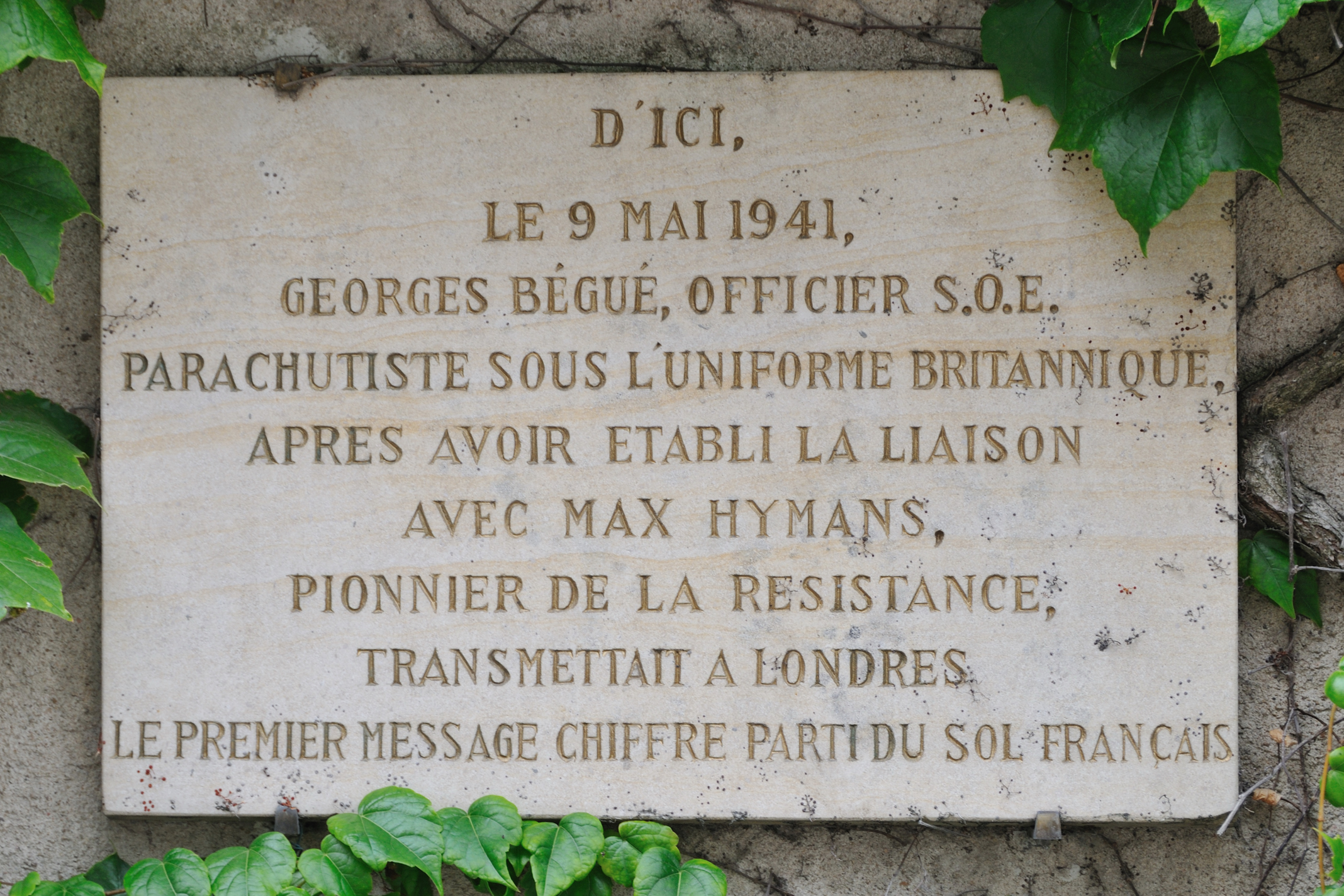
Plaque commémorative au no 14 rue des Pavillons à Châteauroux.

En attendant son départ en France, il passe quelques nuits dans une maison avec deux autres agents. La nuit avant son parachutage il sort pour une raison quelconque et quand il retourne il trouve la maison détruite par une bombe et ses deux amis morts.
Dans la nuit du 5 au 6 mai 1941, vers 1 h 30, il est parachuté dans l'Indre depuis un avion Whitley venu d'Angleterre. Il est donc le premier agent du SOE envoyé en France. Conformément à la mission qui lui est assignée, il se rend dès le matin à Valençay et y cherche le domicile de son contact, le député Max Hymans (villa du Nahon, no 92, rue Nationale). Mais celui-ci est absent ce jour-là. Bégué reste à l'hôtel d'Espagne. Le lendemain, il retourne chez Max Hymans et parvient à lui parler. Il le convainc de sa bonne foi et obtient son accord pour coopérer. Le lendemain, Max Hymans emmène Bégué avec son émetteur à Châteauroux et le cache dans la maison située au no 14, rue des Pavillons. Le soir même, Bégué recrute sa première “boîte aux lettres” en la personne du pharmacien Henri Renan, no 54 rue des Marins (ultérieurement, il changera pour le garagiste Marcel Fleuret, no 86 rue de la Couture). Le 9 mai, Bégué envoie le premier message à Londres, pour signaler que Max Hymans accepte de coopérer et pour indiquer l'adresse de la première maison sûre, celle d'Henri Renan, qui servira aux prochains agents envoyés. Le SOE envoie trois autres agents — notamment Pierre de Vomécourt en tant que chef du premier réseau du SOE, AUTOGIRO.
Durant les cinq mois suivants, Bégué aide à l'établissement du réseau et arrange les parachutages d'agents. Il est alors le principal contact du SOE en France. Il lui arrive d'émettre jusqu'à trois fois par jour. Il prend conscience des difficultés auxquelles vont se heurter les opérateurs radio, qui ne disposent que d'un petit nombre de canaux et ne peuvent, pour des raisons de sécurité, prolonger outre-mesure leurs émissions vers Londres. Il suggère qu'on utilise les services de la BBC pour envoyer, au moment des émissions qui transmettent déjà des messages familiaux, des messages personnels codés (une phrase convenue, signifiant l'annonce d'un événement donné, comme un parachutage, par exemple). Une fois acceptée et mise au point, cette méthode est très largement utilisée jusqu'à la libération. En septembre 1941, le premier message personnel reçu est : « Lisette va bien ». Il annonce une opération aérienne; lui seul peut le comprendre.
Le 3 octobre, un agent du SOE, Gerry Morel suivant son propre chemin pour recruter des membres de la Résistance, est arrêté par la gendarmerie de Limoges. D'autres arrestations s'ensuivent. Le 24 octobre, Bégué est arrêté à Marseille dans une maison pourtant réputée sûre. Il est envoyé dans la prison de Beleyme de Périgueux, où il rejoint d'autres agents du SOE.
En mars 1942, les prisonniers sont transférés au camp de Mauzac. Un projet d’évasion est élaboré selon un plan élaboré par Lazare Rachline du réseau d’évasion VIC. Bégué se débrouille pour fabriquer un double de clés. Le 16 juillet, il parvient à s'évader avec dix camarades. Ils se cachent en forêt. Puis le 23 juillet, ils se rendent à Lyon en groupes séparés. Grâce au réseau d'évasion VIC, ils traversent les Pyrénées à pied et parviennent en Espagne. Mais Bégué est arrêté et emprisonné entre les mois d'août et d'octobre à Figueras puis au camp de Miranda de l'Ebro. Finalement, il est relâché.

### À Londres
Il arrive à Londres en octobre 1942, où il devient le chef des transmissions de la section F, sous l'autorité de Maurice Buckmaster. Il assure cette fonction jusqu'en septembre 1944. En septembre-octobre 1944, il est commandant de transmissions de l'EMFFI à Londres.

### Après la guerre
En décembre 1945, il représente les services techniques de la DGER à Londres. En août 1946, il est nommé directeur de cabinet de l'ancien député Max Hymans, devenu Directeur du Secrétariat général à l'aviation civile et commerciale (SGACC) à Paris. En octobre 1946, il en est le représentant à Washington, poste qu'il quitte en 1949.
Il est alors engagé comme ingénieur électronicien dans une entreprise de radio-télécommunication dont Air France était un client, l’Atlantic Rechearch Corporation. Puis il est recruté par Jansky and Bailey à Georgetown (Washington, D.C.), dans les années 1950 où il travaille jusqu'à sa retraite (vers 1976). Il adopte entretemps la nationalité américaine, le 3 avril 1964.
Atteint depuis le début des années 1980 d'un zona et du syndrome de Miller-Fisher, Georges Bégué meurt le 18 décembre 1993 à Falls Church, Virginie.

## Famille
Georges Bégué est né dans une famille de quatre enfants (Albert ; Henri ; Georges Pierre André ; Annette “Annie” épouse Rosier). Son père, Émile François Marie Bégué (14 mai 1877 à Bordeaux – 8 septembre 1956 à Bordeaux) est polytechnicien, ingénieur ferroviaire, et dirige le réseau des tramways de Dordogne. Il épouse Madeleine Émilie Quirin (23 décembre 1877 à Paris – 27 février 1954 à Paris 16e) le 31 décembre 1900 à Bordeaux.
Georges Bégué est le père de deux enfants (Suzanne Marilynne Bégué épouse Laurent, née le 21 octobre 1939 et Pauline Brigitte Bégué épouse Hartke, née le 25 avril 1948), qu'il a eu avec Rose Mary Carrick (22 novembre 1914 – 29 octobre 2003 à Clifton, Virginie) qu'il a épousée le 29 octobre 1938 à Paris.

## Reconnaissance
- Croix militaire (Royaume-Uni) (Grande-Bretagne)
- membre de l'Ordre de l'Empire britannique (Grande-Bretagne)
- Chevalier de la Légion d'honneur (France)[Quand ?]
- Croix de guerre 1939-1945 (France)
- Médaille de la Résistance française avec rosette  (France)
- Officier de l’ordre de Léopold II avec palme (Belgique)
- Croix de guerre avec palme, « pour services rendus à la Belgique » (Belgique)[11]

### Sources et liens externes
- Dossier personnel « Georges Bégué », National Archives, Kew, ref. HS 9/115/2.
- Dossier personnel « Georges Bégué », SHD, Vincennes, cote GR 16P 43417.
- (en) Fiche Bégué, Georges Pierre André, avec photographies, sur le site Special Forces Roll of Honour.
- Site dédié à la mémoire de Georges Bégué et comprenant des articles et des photos.
- Michael R. D. Foot, Des Anglais dans la Résistance. Le Service Secret Britannique d'Action (SOE) en France 1940-1944, annoté par Jean-Louis Crémieux-Brilhac, Tallandier, 2008,  (ISBN 978-2-84734-329-8). Traduction en français par Rachel Bouyssou de (en) SOE in France. An account of the Work of the British Special Operations Executive in France, 1940-1944, London, Her Majesty's Stationery Office, 1966, 1968 ; Whitehall History Publishing, in association with Frank Cass, 2004. -- Ce livre présente la version ''officielle'' britannique de l’histoire du SOE en France.
- Revue ICARE no 141, Aviateurs et Résistants, tome I, 1992. Ce numéro comprend p. 56-57 un article de Georges Bégué lui-même : Lune de mai.
- Gilles Groussin, La Résistance dans le canton de Valençay (Les Maquis de Gâtine), 2006,  (ISBN 2-9515378-1-6)
- Dominique Decèze, La lune est pleine d'éléphants verts. Histoire des messages de Radio-Londres à la Résistance française (1942-1944), J. Lanzmann & Seghers, éditeurs, 1979.
- Pierre Josse, Premier parachutiste anglais sur le sol français, le commandant Georges Bégué revient dans l'Indre sur les lieux de ses exploits pour un film-vérité de la B.B.C., reportage in La Nouvelle République du Centre-Ouest, lundi 13 septembre 1982, p. 2.
- Adieu Mauzac, téléfilm de Jean Kerchbron, 1970. Dans ce téléfilm, qui relate l’évasion du camp de Mauzac du 16 juillet 1942, le rôle de Georges Bégué est joué par Pierre Tabard.